# 名古屋妊婦切り裂き殺人事件
名古屋妊婦切り裂き殺人事件（なごやにんぷきりさきさつじんじけん）は、1988年（昭和63年）3月18日午後に愛知県名古屋市中川区富田町（現：名古屋市中川区供米田）で発生した、未解決の猟奇殺人事件。
その異常とされる猟奇性で注目され、地元紙『中日新聞』（中日新聞社）が「史上稀に見る猟奇的な凶悪事件」と表現した本事件は愛知県警察が約4万人の捜査員を投入して懸命の捜査を行ったが、有力な手がかりは得られず被疑者逮捕に至らないまま、事件発生から丸15年となった2003年（平成15年）3月18日に公訴時効を迎え未解決事件となった。

## 事件発生
事件現場：愛知県名古屋市中川区富田町大字供米田三郎右衛門441番地1（現：名古屋市中川区供米田三丁目804番地）のアパート一室。
事件発生現場は2階建てで計4室のアパート（事件3年前の1985年完成）で、近鉄名古屋線・戸田駅から北東約500メートルに位置するマンション・アパートが目立つ新興住宅街に位置していたが、周囲には田畑も点在しており夜間は人通りが少ない場所だった。事件当時、現場アパートには1階の2部屋に2世帯が住んでおり、2階のうち3DK（6畳2間＋4畳半）の1部屋に被害者夫婦が住んでいたが、被害者夫婦の隣は空き部屋になっていた。
事件現場アパートに在住していた被害者女性（事件当時27歳の主婦、臨月の妊婦）は事件当時、夫（事件当時31歳の会社員男性）とともに第一子誕生を心待ちにする日々を送っており、「平凡だが希望に満ちた若い夫婦の生活」を送っていた。
事件当日の朝、被害者女性は普段通り会社に出勤する夫を送り出した。女性は事件5日前の同年3月13日に男児を出産予定だったが出産が遅れていたため、当時の夫は妻の体調を気遣って会社から仕事の合間に電話をかけるようになっていた。同日12時過ぎ、夫が会社から妻に電話した際は特に異常はなかったが、退社する直前の18時50分ごろに再び電話をかけた際には誰も電話に出なかった。夫は「自分が帰宅するころには妻も家にいるだろう」と考えながらそのまま帰宅し、19時40分ごろに自宅に到着したところ、普段は施錠してあるはずの玄関ドアが施錠されておらず、部屋の電灯が消灯していることに気付いた。
男性はこの状態を不審に感じつつもそのまま寝室に向かってスーツから着替えたが、奥の居間から赤ん坊の泣き声が聞こえたため「子供が生まれたのか」と思いつつ居間の照明を付けたところ、後述のように妻が変わり果てた無惨な姿で横たわり、その足元で生まれたばかりの赤ん坊がか細く泣いていた。その上、ダイニングキッチンにあるはずの電話がなかったために男性は慌てて部屋を出て1階の住民から電話を借り、19時43分に名古屋市消防局消防指令センターへ「救急車をすぐ回してほしい」と119番通報した。この時に電話を貸した住民は、1999年に町田喜美江から取材を受けた際「男性は『電話が引きちぎられて赤ん坊が出ているから電話を貸してほしい』と血相を変えて頼み込んできた。自分は『ああ、赤ちゃんが生まれたのか』と思っただけで、まさか奥さんが殺されているとは思わなかった」と証言した。
中川消防署富田出張所配属の救急隊員3人は男性からの「子供が生まれている」という通報の内容を受け、隊員のうち1人が臍帯（へその緒）を切断するために鉗子・鋏を持って男性宅に駆け付けた。救急隊員が現場に到着したところ、男性の妻である臨月の妊婦女性が3DKの南側6畳の居間で首を電気コタツのコードで絞められて腹部を切り裂かれ、後ろ手に縛られて血塗れの状態で頭を南にして仰向けに倒れていた。女性の発見当時の服装は青いマタニティウェア・セーター・ピンクのジャンパーと黒のパンティストッキングで、腹部の傷はみぞおちから下へ鋭利な刃物で縦一文字に約38センチメートル切られ、後述のように子宮内にいた胎児を取り出された上、その腹の中には電話の受話器・ミッキーマウスのキーホルダーが詰め込まれていた。
- 電話受話器は小型のプッシュホン式で、普段は被害者宅のリビングに設置されていたが、現場検証では[新聞 2]コードが鋭利な刃物で切断されており[新聞 9]、血塗れで居間寄りの台所の床の上にあった[新聞 2]。現場検証の時点で取り出されていた理由は「発見者らが女性を病院に搬送する際に腹部から取り出したためだろう」と推測された[新聞 2]。
- キーホルダーは被害者女性の夫が自家用車のキーホルダーとして使用していたが、事件当日は夫が車を使っていなかったため室内にあった[新聞 2]。

現場一室は血の海で、男性・男性の実父（男児の父方の祖父）はそれぞれこの時の状況について「妻（義娘）は『普通の人には想像できないような恐ろしい状態』で息絶えていた」と表現した。また同日、現場に急行した愛知県警察機動捜査隊の警察官は「あんな現場は今までに見たことがない」と言い合いながら現場から戻ってきた。
女性の横には男の胎児が臍帯の付いた状態で膝・臀部を刺されて下腹部を切り付けられた状態で、血の海の中で産声を上げていた。赤ん坊の負っていた切り傷について、新聞各紙は以下のように報道した。
- 『読売新聞』（読売新聞社）1988年3月19日東京夕刊は「左脚の膝裏・左大腿部裏・股間の計3か所。犯人が母親の腹を切った時に負ったもの」と報道した[新聞 11]
- 『中日新聞』同日夕刊は「左脚膝裏・左臀部・下腹部など計4か所」と報道した[新聞 12]。
- 『毎日新聞』（毎日新聞社）1988年4月3日東京朝刊は「左脚・臀部・股間の3か所に切り傷」と報道した[新聞 13]。

なお事件当初の警察発表およびこれに準じた『朝日新聞』（朝日新聞社）報道では「救急隊員が現場に到着した際、赤ん坊は臍帯が母体と繋がったままだったので、救急隊員が臍帯を切断した」と報道されたが、実際には臍帯は発見された時点で既に切断されていた。
2人は中川区内の名古屋掖済会病院に運ばれたが、女性は間もなく病院で死亡した。赤ん坊は出産予定日を超過して胎内で成長していた上、発見時点で既に自力呼吸が可能な状態ではあったが、救急隊員に収容された時点で前述のように「母親が腹を裂かれた際に一緒にできたと思われる刃物の傷」を負っていた上に泣き声が弱々しく外傷による貧血・外界の寒さによる低体温症の症状が現れており、病院搬送時は体温が約30度まで低下していた上に重度の貧血状態で生命の危機も危ぶまれていた。しかし発見が早かったことに加えて、父方の祖父（男性の実父）の輸血・搬送先の病院医師団が「保育器で体を温める」的確な事後処置を行いながら懸命に手術を敢行した結果、赤ん坊は全治10日間の怪我を負ったものの、1時間に及ぶ手術により奇跡的に一命を取り留めて生命の危機を脱した。赤ん坊の出生時の体重は2,930グラムで、奇跡的な救命に関して名古屋大学医学部教授・友田豊（産婦人科学）は『朝日新聞』の取材に対し「母親は臍帯による血液の繋がりが切れてから死亡したのだろう。赤ん坊の生存は早期発見など様々な好条件が偶然重なったことによる珍しい例だと思う」と話した。

## 初動捜査
事件発生を受けて愛知県警捜査一課・中川警察署は「極めて悪質・残忍な殺人事件」と断定して中川署に特別捜査本部を設置し、「変質者もしくは被害者に強い恨みを持つ者の犯行」と推測して捜査を開始した。事件当時、愛知県警管内では捜査本部設置を要する凶悪犯罪が相次いでいたため、愛知県警は捜査一課の強行班を増設していた。
- 事件前年の1987年8月、愛知県稲沢市内でパチンコ景品交換業経営の老夫婦が何者かに襲撃され、現金230万円を奪われた上に妻が銃で射殺された強盗殺人事件があった[書籍 6]。
- 事件1か月前の1988年2月には凶悪な少年犯罪として日本社会を震撼させた名古屋アベック殺人事件が発生していた[書籍 6]。

1988年3月19日、愛知県警捜査一課・中川署が設置した特捜本部は愛知県警本部にて名古屋大学教授・勝又義直の執刀で被害者女性の遺体を司法解剖した。その結果、特捜本部は以下のように死因・死亡推定時刻などを断定した。
- 死因：首を絞められたことによる窒息死で[新聞 3][新聞 16]、首には一重の索状痕があった[新聞 3]。
  - 出血の量から「腹を裂かれたのは絞殺された後」と推測されたが、衣類には刃物で切断された跡がなかったため特捜本部は「犯人はマタニティドレスをたくし上げた上で下着・妊婦帯をずり提げて腹を裂いた」と推測した[新聞 3]。
  - 産道（膣）は閉じていたことから「胎児は腹部の切り傷から飛び出たか犯人が取り出した」と推測された[新聞 3]。
- 死亡推定時刻：遺体の状況から「犯行当日の14時30分 - 19時30分の間」とされたが、「被害者は知人女性と当日15時ごろまで自宅で談笑していたこと」「遺体発見時は室内に電灯がついていなかったこと」から、正確な死亡推定時刻は「15時以降、夕方暗くなるまで」と推測された[新聞 3]。
  - その後、1988年3月20日の捜査で判明した新事実により殺害時刻は「15時 - 16時ごろまでの約1時間」に絞り込まれた[新聞 2]。
    - 新事実その1：事件当日16時ごろ、郵便局員が被害者宅宛の郵便葉書を配達するために被害者宅に立ち寄ったが、葉書を郵便受けに入れただけで帰り、特に室内の異変には気づかなかった[新聞 2]。被害者女性は生前「郵便受けに郵便物を貯め込まないほど几帳面な性格」だったが、夫が帰宅した時点でも葉書はそのまま郵便受けに残っていた[新聞 2]。
      - これに加え、被害者女性は使った食器をすぐに洗う習慣があったにも拘らず、犯行現場には後述のように事件発生直前時刻に訪問した友人を迎え入れた際に茶を飲んだ際に使った湯飲み茶碗などが電気炬燵の上に放置されていた[書籍 1]。

    - 新事実その2：事件現場アパート1階の住民宅に事件当日15時ごろ、不審な男（30歳代、身長約165センチメートルで中肉中背、サラリーマン風の丸顔）が1人で訪れ、応対した住民男性の妻に「ナカムラさんのところを知りませんか？」と尋ねた[新聞 2]。この女性は「知りません」と答えてドアを閉めたが、男に落ち着きがなく不審な点を覚えていた[新聞 2]。
      - 現場アパート付近に「ナカムラ」姓の住民は住んでいなかった上、この部屋は「道路から駐車場を挟んで奥まった場所にある」にも拘らずわざわざ訪ねにきたため、「男は道を尋ねるふりをして室内の様子を窺っていた」という線が強まった[新聞 2]。

    - それまでの捜査では「犯人はドアから出入りした」と推測された反面、錠を壊されたなどした形跡がなかったことから「なぜ被害者女性は慎重な性格だったにもかかわらずドアを開けられたのか？」という強い疑問点が残っていたが、以上の点から「男は前述の住民宅で失敗した後、同じような口実で被害者女性宅を訪問し、被害者女性が油断した隙を突いて襲撃した」という線が強まった[新聞 2]。
    - なおこの「ナカムラさん」不審者とほぼ同時刻に「何者かが現場アパート2階の被害者宅のドアノブを回し、遊びに来ていた友人がその音に気付いた」が、被害者本人は「換気扇の音でしょう」と気にかけていなかった[新聞 4]。その後、被害者女性は友人の帰宅を見送るために施錠せずに外出したため、「その留守中に犯人が侵入し、戻ってきた被害者を襲撃した」という説も浮上した[新聞 4]。

愛知県警が当時発表した情報は「臨月の被害者女性が腹部を切り裂かれて死亡していた」「赤ん坊は生存している」「現場には物色されたり争ったりした形跡がなかった」という3点の事実だけで、「腹部に電話の受話器・キーホルダーが詰められていた」などの猟奇的な事柄は伏せられていた。その後、県警捜査一課の取材を担当していた全国紙の名古屋支社所属の新聞記者が「事件現場は『赤ん坊が母親の腹を裂かれて取り出されていた』凄惨なものだった」という点に疑問を覚え、捜査員たちの家々を回って取材を繰り返したところ、ある刑事が「（母親の）腹の中に入っていたものなど俺には言えない」と発言した。この発言にさらなる疑問を覚えた記者は「妊婦の腹の中に入っている者など赤ん坊だろう」という先入観から「赤ん坊ではないのですか？」と聞き返すと刑事は顔色が変わり、当初は捜査本部から「事件の核心について緘口令を敷かれていた」ために頑なに口を閉ざしていたが、結局は根負けする形で「受話器と人形（＝「ミッキーマウスのキーホルダー」）だ」と答えた。
1988年3月21日、『毎日新聞』東京朝刊は「名古屋で殺された臨月主婦の切り裂かれた腹部に電話器や人形」という見出しを打った社会面記事で「犯人は母親の腹部を切り裂いて赤ん坊を取り出した後、その傷口から体内に電話の受話器・人形を詰め込んでいた。第一発見者の男性・現場に駆け付けた救急隊員の証言から新たに判明した。極めて猟奇的・異常な犯行を裏付けるもので、犯行は『被害者に強い恨みを持つ者』か『妊婦に対する強い猟奇性を持つ変質者』の可能性が高い」と報道した。
- 『中日新聞』朝刊は同日「犯人は被害者女性を首を絞めて殺し、女性の腹部を鋭利な刃物で縦一文字に切り裂き、赤ん坊を取り出した。その後、同じナイフと思われる凶器で母体と胎児を結ぶ臍帯を切断し、胎児が入っていた腹部に電話受話器・キーホルダーを被害者女性の腹部に詰め込んでいた―このように一連の猟奇的な犯行が特捜本部の調べで判明した」と報道した[新聞 2]。
- 『読売新聞』東京朝刊は「腹部に受話器が入れられていた」、『朝日新聞』朝刊は「救急隊員が駆け付けた時点で臍帯は既に母体から切り離されていた。『犯人が女性の腹部を切り裂いて赤ん坊を取り出し、臍帯を切断した』という異常な事実が改めて判明した。救急隊員・専門家の話によれば『へその緒ははさみを使っても簡単には切れない』ため、第一発見者の男性が切っていないのならば犯人が切断した可能性が高い」とそれぞれ報道した[新聞 8]。

奇跡的に助かった男児は事件発生翌日の1988年3月19日にはミルクを飲み始め、出生から15日後の1988年4月2日午後に入院先・名古屋掖済会病院を退院した。退院直前、父親である被害者遺族の男性と主治医・稲垣義彰が記者会見し、男性は「男児の名前は公表しないが、生まれる前から『男の子だ』と分かっていたため、生前の妻と2人で相談してあらかじめ決めていた名前を付ける」と明かした。その上で男性は「自分もこの子を母親（犠牲になった妻）の分も含めてできるだけのことをし、普通の親と同じように育ててあげたい」と表明した。このころ、特捜本部が設置された県警中川署には男児の容体に関する「元気になったらぜひ養子に欲しい」といった申し込み・「早く良くなって」などの激励の電話が10本近く寄せられた。

## 犯人像の推測
夫・顔見知りの人物への嫌疑→「外部犯」の線に
愛知県警特捜本部は最初、以下の事情から夫の男性に嫌疑を向けたが、被害者の死亡推定時刻である15時前後にはまだ会社で勤務していたためにアリバイが成立した。
- 帰宅した直後、家の異変に気づきながらも妻の存在を確かめず、妻の姿を捜す前にスーツから着替えていたこと。
  - 当日は「本来は施錠してあるはずのドアがすんなりと開き、部屋の電灯も点灯されていなかった」。

- 報道陣の前で男性が「妻はワインが好きだったので、ワインを注がせてください」と言いながら、グラスに赤ワインを注いで霊前に供えた行為を特捜本部は「あまりにも落ち着き払ったパフォーマンス」という先入観を抱いた。

夫の潔白が証明されてからも特捜本部は「顔見知りによる犯行」と推測して捜査を進めていたが、聞き込み捜査の結果、事件当日に現場アパート付近で有力な不審者の目撃情報が上がったことから「外部犯の犯行」とする線が強くなった。
最後の目撃者
生前の被害者妊婦に出会った最後の人物は「被害者女性の友人で愛知県海部郡蟹江町在住の30歳代女性」で、この女性は手土産のイチゴを持参して3歳の娘とともに乗用車で被害者宅を訪問し、事件当日の13時50分 - 15時ごろまで被害者宅で被害者女性と談笑していた。この時、被害者女性はこの友人女性が帰宅する際にアパートの駐車場まで見送ったが、その際には玄関を施錠していなかった。
- これに加え、被害者女性は友人女性に対し「自分たちの隣の部屋が空き家の状態だが、時折見知らぬ男性が出入りしているのを目撃しているので不安だ」という趣旨の話をしていた。
- また事件当日、被害者遺族の男性が電話を借りた階下の家には30歳代前後の不審な男が訪問し、前述のようにその部屋の住民に「ナカムラさんのところを知りませんか？」と尋ねていた。

さらに連日の聞き込み捜査の結果、以下のように新たな証言がもたらされた。
- 「事件当日14時30分ごろ、エンジンをアイドリングした自動車がアパート駐車場に停めてあった」
- 近隣在住の小学生男児2人（5年生・3年生）が「犯行当日16時半ごろ、事件現場付近で見知らぬ不審な男が、時折道路北側の家を窺うように俯きながらうろついていた」と証言した。その目撃証言によれば男の特徴は以下の通りだった。
  - 「年齢は37歳もしくは38歳程度、身長は約175センチメートル」
  - 「丈の長い黒っぽいジャンパー姿で眼鏡はかけておらず薄茶色のベレー帽のような帽子を被っていた」
  - 「コートの襟を立てて顔を隠すような姿勢で俯き加減に、両手はポケットに入れて歩いていた」

事件発覚直前の当日19時ごろ、上記とは別の小学5年生男児が算盤塾から帰る途中で「現場マンション西側の路上で、前述の特徴と同じような人相の男が約10分ほどうろついていたのを目撃した」と証言した。
「素人の怨恨犯」ではなく「外部から侵入したプロの猟奇殺人鬼」
捜査開始直後、県警は現場に争った形跡がなかったことなどから「怨恨の筋が強い」と推測していたが、素人の怨恨犯ならば「凶器・指紋など何らかの物的証拠を残していると考えられる」のに対し、本事件では「凶器が発見されない」「犯人の遺留物も見当たらない」「指紋が丁寧に拭き取られていた」など、犯行後にかなり冷静・確実に証拠隠滅を図ったことが推測されたため、「外部犯、それもプロの犯行」という線が強くなっていった。
医療関係者説
腹部が38cmにわたり「カッターナイフのような薄い刃物で2，3回同じ箇所をなぞって切られる」という手際のよい方法で切り裂かれていた上、臍帯も切断されていたため、「医学に関する専門知識をある程度持った人物、すなわち異常性格者に限らず医者・医学生による犯行」という可能性も浮上した。
そのために捜査本部は「犯人は妊婦に異常な関心があり、医学的知識を持った成人男性」という人物を犯人像と仮定して捜査を進めていた。
しかし遺体の傷を調べたところ以下のように実際の帝王切開とはあまりにも大きく異なっていたため「医療関係者が犯人」とする仮定は成立しなくなった。
- 産婦人科医・是澤光彦（1999年当時・三楽病院産婦人科部長）によれば通常の帝王切開においては「腹を横に切る。何らかの理由で縦に切る必要がある場合は（下腹部にある膀胱を傷つけないために）臍の直下から下向きに切る。そして切開の際も犯人のように一気に切るのではなく、腹壁・腹膜を順に10 - 15センチ切開してから子宮を切開する」という方法を取るため、医者の犯行であればあり得ない方法であった。
  - なお通常の産婦人科医による帝王切開においては縫合完了まで含めて30分程度、うち切開から胎児を取り出すまでに3分 - 5分かかるが、不慣れな人間が行ったとなればさらに時間を要する。また、母体が死亡すれば臍帯から酸素が供給されなくなり10分から15分程度で胎児も死亡するため、犯人は「被害者を絞殺してから十数分の間に腹部を切開して胎児を取り出した」と推測されたが、是澤は「まったく帝王切開の経験がない人間が母体の腹部を切開してから十数分の間に胎児を取り出すことはほぼ不可能だ」と証言した。

- 一方で被害者の傷を調べたところ「下から上へ」つまり帝王切開の向きとは逆方向に切られており、さらに傷そのものも帝王切開と比べてあまりにも大きいものだった。

少年説
これに加えて名古屋アベック殺人事件発生直後であることに加え「妊婦の腹部を切り裂いてその中に物を入れる」という猟奇的犯行から「命の尊さ・怖さを知らない子供による犯行」即ち少年犯罪説を提唱し、事件から約半年後に捜査員に教えた新聞記者もいた。
その指摘を受けた刑事は記者に対し「犯人は土足で上がり込んでいた」というそれまで公表していなかった事実を初めて口にした上で、「その靴の大きさは大人のものだった」としてこれを否定した。
「犯人が土足で被害者宅に侵入した」ということは「怨恨を動機とした犯行ではない」ことを裏付けるものとなったが、記者はいったんは「少年ではない」という答えに納得したものの、後に町田喜美江の取材に対し「10歳代後半ならば足の大きさは成人と変わらない。やはり少年による犯行である可能性は捨てきれない」と証言した。
これを受けて町田は1999年、捜査資料に関して愛知県警に問い合わせたが、県警は「何も話せない。当時のプレスリリースも既に廃棄されているだろう」と回答した。
石井利文の犯人像予想
石井利文・東京医科歯科大学難治疾患研究所員は犯人像を以下のように分析した。
- 犯人は「自らの手で妊婦の腹部を切開して胎児を取り出したい」「妊婦の体内を見てみたい」という願望を抱いていたのだろう。そう考えれば腹に入れられていたものは「受話器＝胎盤」「電話機のコード＝臍帯」「ミッキーマウスのキーホルダー＝胎児」、それぞれの代用物に見立てたと解釈できる。
- 胎児が生存していたのは「犯人は子供には関心がなかったため」と判断できる。
- 「妊婦の腹部を切開する」実験を行うには対象を殺害した方が容易に実行できるために最初に被害者を絞殺した。切り口・手際が良いのは「被害者が死亡しているために抵抗を受けない上、最初から腹部を切開することが目的」であるため、躊躇なく丁寧に行おうとした結果だろう。
- 「実験」が目的であれば、仮に性的興味があったとしても快感まで達することはないため、連続的に猟奇事件を起こすシリアルキラー・快楽殺人者ではなく1回限りで満足する可能性がある。
- 「ある程度の知識・力があればできる」犯行であるため、犯人の年齢は少なくとも15歳ないし16歳以上だろう。犯人は「同情・愛情が非常に薄い『情性欠如性の異常性格者』で、『妊婦の腹を切り裂き胎児を取り出す』ことに関しては綿密な計画を立てていた（＝秩序型性的殺人）が、『遺体をそのまま放置する』無計画な面も認められる（＝無秩序型性的殺人）ため、『混合型性的殺人』の特徴に該当する」。

## 捜査迷走・未解決に
遺体の腹部に入れられた受話器・キーホルダーが「最大の謎」とされたが、特捜本部が被害者の交友関係を調べてもそれに関連するトラブルは発見できなかった。また現場に指紋などは確認されず、唯一残っていた物的証拠は「25センチの靴の足跡」だけだったが、この靴は「韓国・台湾で製造された大手靴メーカーの模造品」と判明、流通経路を調べても犯人断定には至らなかった。
被害者の財布が現場からなくなり、後述のように箪笥も荒らされていたため、愛知県警は「物取り目的の人間が侵入して鉢合わせした被害者を殺害した後、そのうちに持っていた猟奇性が偶然芽生えた」という線で強盗殺人事件として捜査を継続した。犯人は犯行後に箪笥の引き出しを物色していたが、ドアノブに血液反応は確認されなかったため「台所で血液を洗い流して逃走した可能性が高い」と推測された。特捜本部元幹部は2003年、『毎日新聞』の取材に対し「妊婦の腹を裂くなど猟奇的な点ばかりが注目されたが、証拠隠滅を周到に図っていることから『物取り目的の犯行』だろう。猟奇的な行動は殺害中、犯人の内に秘められていた『異常な顔』が現れたにすぎないはずだと推測している」と証言した。
現場周辺では不審車両の目撃証言がなかった上、近鉄戸田駅に近い立地から、捜査員は「犯人は近鉄電車で移動した可能性がある」という線をも含めて捜査範囲を東海地方のみならず近畿日本鉄道（近鉄）沿線の近畿地方（大阪府・奈良県）にまで広げ、不審者1,000人をリストアップした。特捜本部は「大阪在住・かつ名古屋で犯歴のある人物」を含め、その中でも「特に不審な30人」の事件当時の行動などを徹底して調べたものの被疑者特定には至らず、いずれも捜査線上から消えた。
事件発生（男児誕生）から丸1年となった1989年（平成元年）3月時点で「犯人は盗みなどの目的で押し入り、妊婦だった被害者に対し猟奇性を剥き出しにした」と推測して捜査員延べ17,500人を投入して捜査した結果、市民から104件の情報提供を受けたが、事件解決への糸口はつかめなかった。
そんな中、1989年3月上旬には「事件現場付近在住の妊婦が自宅アパートに帰宅直後、家路を尾行してきてドアをノックした不審な男に『見せたい物があります。開けてください』などと執拗に付きまとわれた」事件が発生した。その目撃証言によれば、目撃された男は「年齢20歳代前半・身長は160cm以上 - 170cm未満・中肉で大人しい印象」というものであり、事件直後に目撃された不審者とは「身長などの体格」「妊婦への異常な執着」「住人の少ない時間帯にアパートを訪問した」などの共通点が見い出されたが、これも犯人につながる情報とはならなかった。
また事件発生丸1年を前に「被害者は事件の数日前、親類から『下着の訪問販売業者から電話で勧誘を受けた』と話していた」新事実が判明したため、特捜本部は「訪問販売を装った侵入手口も考えられる」として約40業者から事情聴取をしたが犯人特定には至らなかった。
特捜本部は事件発生から2年となった1990年（平成2年）3月までに捜査員延べ23,500人を投入して以下のように捜査を進めたが、専従員20人で捜査していたこの時点でも「『犯人の性別は男』という線さえ決め手はなく暗中模索の状態」で捜査は困難を極め、聞き込み先で市民から「まだやっているんですか？」と厳しい言葉をぶつけられるようにまでなっていた。この時点までに市民から合計133件の情報提供がなされたが、直前には月1件程度まで激減していた。
- 事件当日に現場を通った人物のうち足取りなどが不審な人物約450人、近辺の覚醒剤常習者・住所不定者など約1000人を追跡した[新聞 23]。
- 被害者の関係者約500人への聞き込み[新聞 23]。
- 周辺の妊婦約300人に「不審者に付きまとわれた経験はないか？」などと調査した[新聞 23]。
- 他県警とも連絡を取り、1989年夏に東京・埼玉連続幼女誘拐殺人事件の加害者として逮捕された宮﨑勤に関しても警視庁・埼玉県警察へ問い合わせた[新聞 23]。
  - 事件から5年前の1983年（昭和58年）には名古屋市・近畿地方で相次いで女性が殺害され、女性器に異物が挿入されるという同一人物による猟奇連続殺人事件が発生していた[書籍 11]。その事件のように「猟奇犯罪は1度では終わらずエスカレートしていく」、即ち「本件は快楽殺人者などシリアルキラーによる犯行であり、本件以前にも動物虐待などを起こした末にエスカレートした可能性がある」という推測も含めて捜査した[書籍 11]。

このような捜査への取り組みも空回りし、物証が乏しかった上に現場に残されていた足跡も犯人断定の手掛かりにはならず、捜査線上には具体的な人物が挙がることなく、捜査は完全に行き詰まってしまった。幹部の異動の度に捜査資料は引き継がれ、新たに検討が加えられてきたが、時効完成直前までに捜査本部は解散した上に専従捜査員はいなくなり、時効完成時点では捜査員2人が捜査に当たっていたのみだった。事件発生から7，8年となる1995年（平成7年）および1996年（平成8年）ごろには現場アパート前に花束が具えられたため、被害者遺族は「犯人ではないか」と色めきだったが、その主は事件と無関係の女性だった。
事件当時の捜査幹部は公訴時効成立直前の『中日新聞』2003年2月17日朝刊にて「今思えば、恨みや私情のもつれなど犯人が被害者と関係あるような事件ではなかった。捜査の範囲が広く被疑者の割り出しに至らなかったことは極めて残念だ」と無念の思いを話した。
結局、約4万人の捜査員を投入した愛知県警の捜査も空しく、被疑者逮捕には至らないまま事件発生から15年後の2003年（平成15年）3月17日24時に公訴時効が成立し未解決事件となった。中川署は「犯人の海外逃亡などによる公訴時効の中断なども視野に入れ、今後も別事件で逮捕された被疑者に対する検討など必要な捜査を進める」と表明したが、事件から36年が経過した2024年時点でも犯人は特定されていない。

## 被害者遺族のその後
事件後、被害者遺族の男性は男児を愛知県海部郡七宝町（現：あま市）内の実家（事件現場に最初に駆け付けた実父、即ち男児の父方の祖父宅）に預け、事件発生から1年が経過した1989年3月時点でも事件現場アパートで独り暮らしをしていたが、同年内に東京都内に転勤した。
この事件により母体から取り出されるも一命を取り留めた男児はしばらくは父親の実家で育てられたが、父方の祖父が1991年（平成3年）に胃癌で死去した。その3年後の1994年（平成6年）、男児は小学校入学に伴い父親・父方の祖母（男性の実母）と3人で母親である被害者女性の実家近くのアパートに引っ越したが、父親はしばらくして勤務先を退職し、会社を友人と共同経営するために準備を進めた。1999年（平成11年）4月、男児は小学校6年生に進級したことをきっかけに父親・祖母とともに日本を離れてアメリカ合衆国・ハワイに移住した。
町田喜美江は『新潮45』1999年10月号（新潮社）に寄稿した本事件の記事末文にて「男児は今年（1999年）春に小学6年生になったが、今なお『母親がいない本当の理由』を知らないという」と記述している。
被害者女性の実父（男児の母方の祖父）は1999年8月時点で埼玉県浦和市（現：埼玉県さいたま市浦和区）に在住しており、町田喜美江の取材に対し「病気や事故で死んだのならまだ納得もできる。娘は特別な運命を背負って生まれてきてしまったんだ」と無念の思いを語った。
女性の実父は公訴時効成立直前の2003年2月、『中日新聞』『読売新聞』取材に対し以下のように心境を話した。
- 公訴時効成立直前で被疑者が逮捕・起訴された事件（例：福田和子）もあるが、いまさら犯人が逮捕されても娘は生き返らない[新聞 7]。
- たとえ逮捕されなくてもこのまま苦しみながら生きていくならそれでいいが[新聞 20]、「犯人が時効後に平然と社会で生活する姿」を想像すると娘が不憫だし、公訴時効制度が憎い[新聞 4]。
- あのような猟奇的犯行は「人間」にはできない[新聞 7]。
- 犯人も人の子として生まれてきた以上、「この15年間は罪の意識に苦しんできたはずだ」と思いたい[新聞 20]。
- 事件のことは忘れようとしているが、心には一生残る[新聞 7]。
- 娘の墓・仏壇は（義理の息子・孫が移住した）ハワイにあるからここ（自宅）にはない[新聞 7]。孫もそのうち事件のことを理解するかもしれないが、成長をゆがめないことを願いたい[新聞 7]。

## 関連書籍
- 『新潮45』編集部『殺人者はそこにいる 逃げ切れない狂気、非情の13事件』新潮社、2002年3月1日、143-161頁。ISBN 978-4101239132。
  - 町田喜美江が『新潮45』1999年10月号に寄稿した本事件の記事「切り裂かれた腹部に詰め込んだ『受話器と人形』」を再録している。
- 『怖い噂』編集部 編『日本“怪奇”大全』ミリオン出版、2009年5月。ISBN 978-4813021001。
- 『別冊宝島』編集部 編『日本の「未解決事件」100』宝島社、2011年3月11日。ISBN 978-4796680837。